# Ceanothus fresnensis
Espèce
Ceanothus fresnensis est une espèce de plantes à fleurs de la famille des Rhamnaceae. C'est un arbuste endémique à la Californie où il pousse dans les régions centrales de la Sierra Nevada et ses contreforts. Son habitat comprend les forêts sèches et les forêts de conifères.
Il s'agit d'une plante rampante, un arbuste à port étalé avoisinant les 6 mètres de diamètre au  maximum. Les tiges sont brun rougeâtre et donnent des racines aux nœuds. Les feuilles persistantes sont opposées et généralement mesurent moins de 2 centimètres de long. Elles sont de forme ovale et ont des bords lisses mais parfois quelques dents ou encoches à l'extrémité. L'inflorescence est un petit groupe de fleurs bleu pâle à bleu vif. Le fruit est une capsule à cornes d'environ un demi-centimètre de long.